# Matthew Suberan
Matthew Augustus Suberan (* 3. Februar 1995 in George Town) ist ein Fußballspieler von den Cayman Islands. Der 1,75 m große Mittelfeldspieler spielt seit 2010 für den lokalen Erstligaklub Cayman Athletic SC und debütierte 2011 in der Fußballnationalmannschaft der Cayman Islands.

## Karriere

### Vereinskarriere
Matthew Suberan wurde am 3. Februar 1995 in George Town, der Hauptstadt der Cayman Islands, geboren und spielte bereits in seiner Jugend für den Nachwuchs des Erstligavereins Cayman Athletic SC. Noch als 15-Jähriger debütierte er in der Herrenmannschaft mit Spielbetrieb in der zweithöchsten Spielklasse des Landes. Im Jahr 2011 stieg er mit der Mannschaft in die höchste Fußballliga der Cayman Islands, die CIFA Foster’s National League, auf. Dabei war er mit der Mannschaft über den gesamten Saisonverlauf in der Topgruppe der Liga, wobei am Ende die ersten vier Mannschaften lediglich zwei Punkte auseinander waren. Beim CIFA FA Cup schaffte es das Team 2010/11 bis ins Finale, wo es dem George Town SC mit 0:5 unterlag.
Seine erste Saison im Oberhaus beendete er mit dem Cayman Athletic SC auf dem sechsten von acht Tabellenplätzen und kam somit noch um die Relegation bzw. die Relegations-Play-offs herum. Beim CIFA FA Cup 2011/12 schaffte es das Team bis ins Semifinale, wo es erneut dem George Town SC mit 0:2 unterlag. In der nachfolgenden Spielzeit 2012/13 konnte sich der Cayman Athletic SC spielerisch etwas verbessern, beendete die Saison jedoch abermals lediglich auf dem sechsten Tabellenplatz. Wie bereits im Jahr zuvor schied er auch 2013 mit der Mannschaft im nunmehr aus Hin- und Rückspiel bestehenden Halbfinale des CIFA FA Cups aus. Wie schon in den Jahren zuvor erreichte er auch 2013/14 den sechsten Rang im Endklassement, wobei das Team ähnliche Leistungen wie im Jahr zuvor zeigte, im Pokal jedoch bereits in der ersten Runde gegen den Ligakonkurrenten Roma United ausschied. Anfang des Jahres 2014 sollte er neben Ramon Sealy als einer von zwei Fußballspielern der Cayman Islands an der MLS Caribbean Combine am Antigua Recreation Ground, dem Nationalstadion von Antigua und Barbuda, teilnehmen. Vom technischen Team der Major League Soccer (MLS) wurde er jedoch abgelehnt; ebenso wie der Jamaikaner Jermaine Woozencroft, der daraufhin ebenfalls nicht teilnehmen durfte.
Zum bisher größten Erfolg in der Vereinsgeschichte, sowie in Suberans bisheriger Vereinslaufbahn zählt die Spielzeit 2014/15, in der er mit der Mannschaft über einen längeren Zeitraum um die Meisterschaft mitspielte und am Ende die Saison auf dem dritten Tabellenrang abschloss. Noch größere Erfolge feierte er mit dem Cayman Athletic SC jedoch im CIFA FA Cup 2014/15, als er mit dem Team bis ins Finale gegen den Elite SC einzog und dieses mit 3:2 für sich entschied, nachdem man zur Halbzeit noch mit 1:2 zurücklag. Ein weiterer Triumph war der Gewinn des Charity Shield nach einem 3:1-Erfolg über die Scholars im Oktober. Nicht unbeachtet blieb auch die Leistung im President’s Cup 2015, in dem er mit der Mannschaft auch erst im aus Hin- und Rückspiel bestehenden Semifinale ausschied. Wie auch schon des Öfteren in der Vergangenheit beendete Matthew Suberan die Saison 2015/16 mit dem Cayman Athletic SC auf Rang sechs von acht, wobei man diesmal jedoch näher an der Abstiegszone war, als in den Jahren davor. Auch im Pokalbewerb ereilte die Mannschaft 2015/16 ein jähes Ende.

### Nationalmannschaftskarriere
Erstmals nachweislich in die Nationalmannschaft der Cayman Islands wurde Matthew Suberan im Jahre 2011 vom Jamaikaner Carl Brown einberufen. Dieser benötigte ihn für seinen Kader, der im November 2011 in der zweiten Runde der Qualifikation zur WM 2014 zwei Länderspiele gegen die Dominikanische Republik bestritt. Sein Debüt gab er dabei am 11. November 2011 bei der 0:4-Niederlage seiner Mannschaft, als er in der 37. Spielminute für Derrin Ebanks auf den Rasen kam und in der 73. Minute mit einer gelben Karte verwarnt wurde. Im nachfolgenden zweiten Spiel gegen die Dom. Rep. wurde er vier Tage später nicht weiter berücksichtigt, saß zwar auf der Ersatzbank, blieb aber einsatzlos.
Nachdem danach einige Jahre lang nichts über mögliche Länderspieleinsätze bekannt ist, wurde er Ende März 2015 von Alexander „Chandler“ González für zwei weitere WM-Qualispiele, diesmal zur Weltmeisterschaft 2018, einberufen. In beiden Erstrundenspielen gegen Belize kam Suberan zu Einsätzen, spielte aber in keiner dieser beiden Begegnungen durch. Die Cayman Islands schieden daraufhin nur aufgrund der Auswärtstorregel von der laufenden WM-Qualifikation aus. Bis dato (Stand: 9. Juni 2016) kam der Mittelfeldakteur in nachweislich drei Länderspielen zum Einsatz; über weitere Einsätze ist nichts bekannt.
Parallel zu seiner Zeit im Kader der A-Nationalmannschaft war er auch in der U-20-Nationalelf der Cayman Islands aktiv, wobei er mitunter sogar als deren Kapitän in Erscheinung trat; so unter anderem bei der Qualifikation zur CONCACAF U-20-Meisterschaft des Jahres 2015.

## Erfolge
- 1× Meister der Division One und Aufstieg in die CIFA Foster’s National League: 2010/11
- 1× Finalist des CIFA FA Cup: 2010/11
- 1× Sieger des CIFA FA Cup: 2014/15